# Danasri Kidul
Danasri Kidul is een bestuurslaag in het regentschap Cilacap van de provincie Midden-Java, Indonesië. Danasri Kidul telt 2616 inwoners (volkstelling 2010).